# Frank Fischer (Footballspieler)
Frank Fischer (* 1969/1970) ist ein ehemaliger deutscher Footballspieler.

## Leben
Fischer spielte bei den Hamburg Silver Eagles und von 1995 bis 2000 bei den Hamburg Blue Devils. Dreimal (1996, 1997, 1998) errang er mit Hamburg den Sieg im Eurobowl, 1996 zudem die deutsche Meisterschaft. Fischer, der als Tight End zum Einsatz kam, hatte zeitweilig das Amt des Mannschaftskapitäns bei den Blue Devils inne. Wegen seiner Fangsicherheit trug der 1,87 Meter messende Spieler den Spitznamen „Klebefinger“.
2001 wurde er Cheftrainer der Hamburg Pioneers in der Oberliga. 2002 gehörte Fischer zeitweise zum Trainerstab der Hamburg Blue Devils.